# Aspidonitys zenkeri
Aspidonitys zenkeri är en insektsart som beskrevs av Schmidt 1908. Aspidonitys zenkeri ingår i släktet Aspidonitys och familjen Eurybrachidae. Inga underarter finns listade i Catalogue of Life.